# Detlef Bielke
Detlef Bielke (* 5. November 1952 in Hoyerswerda; † 29. April 2025 in Cottbus) war ein deutscher Keyboarder des Fusionjazz und Komponist.

## Leben und Wirken
Bielke studierte Klavier von 1974 bis 1979 an der Hochschule für Musik „Hanns Eisler“ Berlin. Daneben unterrichtete er zwischen 1978 und 1982 am Konservatorium Cottbus. Seitdem war er als freischaffender Musiker tätig.
1981 gründete er als erste eigene Band Quo vadis. Seit 1982 gehörte er zur Band von Horst Krüger. 1984 holte ihn Günther Fischer in seine Band, der er auch später angehörte. Er arbeitete mit Uschi Brüning und Ernst-Ludwig Petrowsky, aber auch als Theatermusiker am Schlosstheater Celle, Staatstheater Cottbus, Schlossparktheater Berlin, Cottbuser Kindermusical, piccolo-Theater Cottbus sowie als Studiomusiker. Auch war er an Radioproduktionen für RBB und MDR beteiligt.
Mit Torsten Karow und Siegbert Himpel erhielt er 2008 den Deutschen Jugend-Musical-Preis in der Kategorie „Beste Eigenkomposition“ für „Wenn Bäume sprechen.“

## Diskographische Hinweise
- Günther Fischer Band All ways kaputt (1990)
- Volker Schlott, Detlef Bielke, Siegbert Himpel: Top Feelings (1994)
- Uschi Brüning Enfant (1995, mit Ernst-Ludwig Petrowsky, Günter Bartel, Wolfgang Zicke Schneider)
- Jazz, Lyrik, Prosa II (1999, mit Annekatrin Bürger, Rolf Römer, Eberhard Esche, Hansgeorg Stengel, Ulrich Gumpert, Uschi Brüning, Ernst-Ludwig Petrowsky, Josh Sellhorn)
- Cottbuser Kindermusical: Fliegen durch das Märchenland (2000)
- Hansgeorg Stengel, Uschi Brüning, Ernst-Ludwig Petrowsky, Detlef Bielke, Günter Bartel, Wolfgang Zicke Schneider: Breitmaulfrösche (2000)
- A Little Summary...  (2021, mit Volker Holly Schlott und Lu Schulz)